# Maguireothamnus
Maguireothamnus es un género con tres especies de plantas fanerógamas perteneciente a la familia de las rubiáceas.
Es nativa de Guyana.

## Especies
- Maguireothamnus jauaensis Steyerm. (1974).
- Maguireothamnus speciosus (N.E.Br.) Steyerm. (1963).
- Maguireothamnus tatei (Standl.) Steyerm. (1963).